# Tlumačov (Zlíni járás)
Tlumačov település Csehországban, a Zlíni járásban. Tlumačov Míškovice, Kvasice, Hulín, Kurovice, Otrokovice, Machová és Sazovice településekkel határos. Lakosainak száma 2460 fő (2024. január 1.).

## Népesség
A település lakosságának változását az alábbi diagram mutatja:
| Lakosok száma | 1490 | 2039 | 2183 | 2611 | 2500 | 2404 | 2472 | 2461 | 2443 | 2460 |
|               | 1869 | 1890 | 1921 | 1950 | 1980 | 2001 | 2017 | 2019 | 2022 | 2024 |